# Growing Up (álbum de IU)
Growing Up é o primeiro álbum de estúdio da cantora sul-coreana IU. Foi lançado em 23 de abril de 2009, como acompanhamento do mini-álbum de estréia de 2008, Lost and Found. Duas das 16 faixas do álbum, "Boo" e "You Know (Rock Ver.)", foram lançadas como singles.

## Antecedentes
Growing Up consiste em 16 faixas. A faixa-título do álbum "Boo" é composta por Han Sang-Won, que é mais conhecido por suas melodias nas músicas "On days when I miss you" pelo Park Ji-Hun do V.O.S, e "Don't go, don't go, don't go" de Wanted. "Boo" é sobre um "amigo encantador do gênero oposto"; as letras contam a história de uma menina arrogante que não se importa com os homens à sua volta. Ela se apaixona por um menino a quem ela nunca pensou muito. A música de acompanhamento do álbum, "You Know (Rock Ver.)", é a versão rock da música "You Know" da IU, que foi mais popular do que a versão original. A música retrata uma jovem enquanto expressa abertamente seus sentimentos à pessoa por quem ela está apaixonada. 

## Videoclipes
Em 16 de maio de 2011, os videoclipes para "Boo" e "You Know (Rock ver.)", foram lançados através do canal oficial da Loen Entertainment no YouTube.

## Lista de faixas
※ Título da faixa em negrito significa que é single do álbum.
CD track list:
| N.º            | Título                                                                                       | Compositor(es) | Duração |  |
| 1.             | "Looking At You" (바라보기; Barabogi)                                                        |                | 3:23    |  |
| 2.             | "Boo"                                                                                        |                | 3:23    |  |
| 3.             | "Pitiful" (가여워; Gayeowo)                                                                  |                | 3:20    |  |
| 4.             | "A Dreamer"                                                                                  |                | 4:15    |  |
| 5.             | "Every Sweet Day"                                                                            |                | 3:29    |  |
| 6.             | "Lost Child" (미아; Mia)                                                                     |                | 3:42    |  |
| 7.             | "Four Without Me" (나 말고 넷; Na Malgo Net)                                                 |                | 3:10    |  |
| 8.             | "You Know (Feat. Mario)" (있잖 아; Itjana)                                                   |                | 3:21    |  |
| 9.             | "Graduation Day" (졸업하는 날; Joreophaneun Nal)                                             |                | 3:44    |  |
| 10.            | "Feel So Good"                                                                               |                | 4:03    |  |
| 11.            | "Ugly Duckling" (미운 오리; Miun Ori)                                                        |                | 3:28    |  |
| 12.            | "Face to Face (After Looking At You" (마주보기 (바라보기 그 후); Majubogi (Barabogi Geu Hu)) |                | 3:23    |  |
| 13.            | "Lost Child (Acoustic Ver.)" (미아; Mia)                                                     |                | 3:47    |  |
| 14.            | "You Know (Rock Ver.)" (있잖 아; Itjana)                                                     |                | 3:10    |  |
| 15.            | "Boo (Instrumental)"                                                                         |                | 3:23    |  |
| 16.            | "Pitiful (Instrumental)" (가여워; Gayeowo)                                                   |                | 3:20    |  |
| Duração total: | Duração total:                                                                               | Duração total: | 56:21   |  |

## Promoções
Em 23 de abril de 2009, IU iniciou sua primeira semana de promoções pelo Music Bank da KBS. IU escolheu "Hey (있잖아) (Rock version)" como seu single de acompanhamento e perfomado em vários programas de música depois que as promoções para "Boo" terminaram.